# Abejales
Abejales est une ville de l'État de Táchira au Venezuela, capitale de la paroisse civile de Libertador et chef-lieu de la municipalité de Libertador.